# Bol'šoj Pelis
Bol'šoj Pelis (in russo Большой Пелис?) è un'isola russa che fa parte dell'arcipelago Rimskij-Korsakov; si trova nella parte occidentale del golfo di Pietro il Grande, nel mar del Giappone, nell'Estremo Oriente russo. Appartiene amministrativamente al Chasanskij rajon, del Territorio del Litorale.

## Geografia
Bol'šoj Pelis è una delle isole più meridionali del Territorio del Litorale e di tutta la Russia, ed è la più grande isola dell'arcipelago di Rimskij-Korsakov. È lunga circa 5 km e larga 1,1 km, e ha una superficie di circa 3,6 km². L'altezza massima è di 193 m s.l.m. L'isola si compone di due parti collegate tra loro da un istmo di soli 250 m di larghezza. Le coste sono per lo più rocciose e ripide (ma ci sono anche delle spiagge di sabbia bianca) e si sviluppano per 12,7 km. L'isola ha un lago d'acqua dolce.

## Storia
Le isole dell'arcipelago erano state descritte, nel 1852, dall'equipaggio del brigantino francese Caprice che le aveva chiamate "iles Pelees" (che significa "isole nude"). Quando negli anni 1862-1863 furono esaminate dettagliatamente dalla spedizione del colonnello Vasilij Matveevič Babkin, gli fu dato il nome del comandante della goletta Vostok, il tenente Voin Andreevič Rimskij-Korsakov (fratello maggiore del compositore Nikolaj Rimskij-Korsakov). Nel 1863, venne anche dato un nome individuale alle isole e per la più grande di esse venne mantenuto il termine originario dato dai francesi, quindi: Bol'šoj Pelis (Grande Pelis).
Fino alla metà degli anni trenta del secolo scorso, l'isola era disabitata e raramente visitata, ma dopo la battaglia del lago Chasan (conosciuta anche come Incidente del Changkufeng) Bol'šoj Pelis è stata di importanza strategica con il suo forte. Sulla cima di una montagna, sulla costa orientale dell'isola, è stato eretto un faro.
Alla fine degli anni settanta l'esercito ha lasciato l'isola e tutto il suo territorio è stato ceduto alla Riserva della biosfera marina dell'Estremo Oriente (Дальневосточный морской биосферный заповедник).
Su questa isola, nel 1974, è stato condotto un esperimento per studiare i processi psicofisiologici e le relazioni interpersonali in circostanze estreme, in assenza di comunicazione con altri. Il gruppo era composto da tre persone che hanno trascorso 30 giorni sull'isola procacciandosi il cibo e vivendo in una capanna vicino al lago. Successivamente, è stato scritto e pubblicato un libro che descrive l'esperimento. Il libro di Leonid Repin, intitolato Tre uomini su un'isola deserta, è stato pubblicato nel 1976.

## Flora e Fauna
Sull'isola c'è una vegetazione bassa, arbusti e quasi nessun albero; vi sono specie vegetali in via di estinzione, come il Lilium tigrinum, iscritte nella lista rossa IUCN. Crescono specie di pino, di rosa e tasso, l'actinidia, la Schisandra e la vite.
Sono presenti diverse colonie di uccelli, alcune specie sono in via di estinzione: la gru della Manciuria, la gru dal collo bianco, l'Oceanodroma monorhis, la fregata e l'aquila reale. Vi sono inoltre alcune delle più grandi colonie di gabbiani giapponesi e cormorani. Tra gli anfibi troviamo il Bufo gargarizans e la Hyla japonica; tra i rettili il Natrix e l'Elaphe dione; tra i mammiferi il topo selvatico a dorso striato e il Microtus fortis e il cane procione. Sulla coste ci sono diverse colonie di foca maculata.

## Clima
Il mese più freddo è gennaio, con una temperatura media di -11 °C; Il mese più caldo agosto, quando la temperatura media è di 21 °C.